# Adele Live
Adele Live – druga trasa koncertowa angielskiej piosenkarki soulowo-bluesowej Adele. Tournée obejmowało koncerty na terenie Ameryki Północnej i Europy, podczas których artystka promowała swój drugi album studyjny, pt. 21.

## Lista utworów
1. "Hometown Glory"
2. "I'll Be Waiting"
3. "Don't You Remember"
4. "Turning Tables"
5. "Set Fire to the Rain"
6. "Daydreamer"
7. "If It Hadn't Been for Love"
8. "My Same"
9. "Take It All"
10. "Rumour Has It"
11. "Right as Rain"
12. "One and Only"
13. "Lovesong"
14. "Chasing Pavements"
15. "I Can't Make You Love Me"
16. "Make You Feel My Love"
17. "Someone Like You"
18. "Rolling in the Deep"

Źródło: